# Мариацкий костёл (Краков)
Мариацкий костёл, полное официальное наименование — Архипресвитериальный костёл Вознесения Девы Марии (пол. Kościół archiprezbiterialny pw. Wniebowzięcia Najświętszej Marii Panny) — католический приходской костёл готической архитектуры в Кракове (Польша). В 1962 году получил от Ватикана титул малой базилики.
Мариацкий костёл является одной из основных архитектурных доминант краковского Главного Рынка, выходя на него главным фасадом, но находясь по адресу Мариацкая площадь, 5. Костел находится на трассе Малопольской дороги святого Иакова.

## История

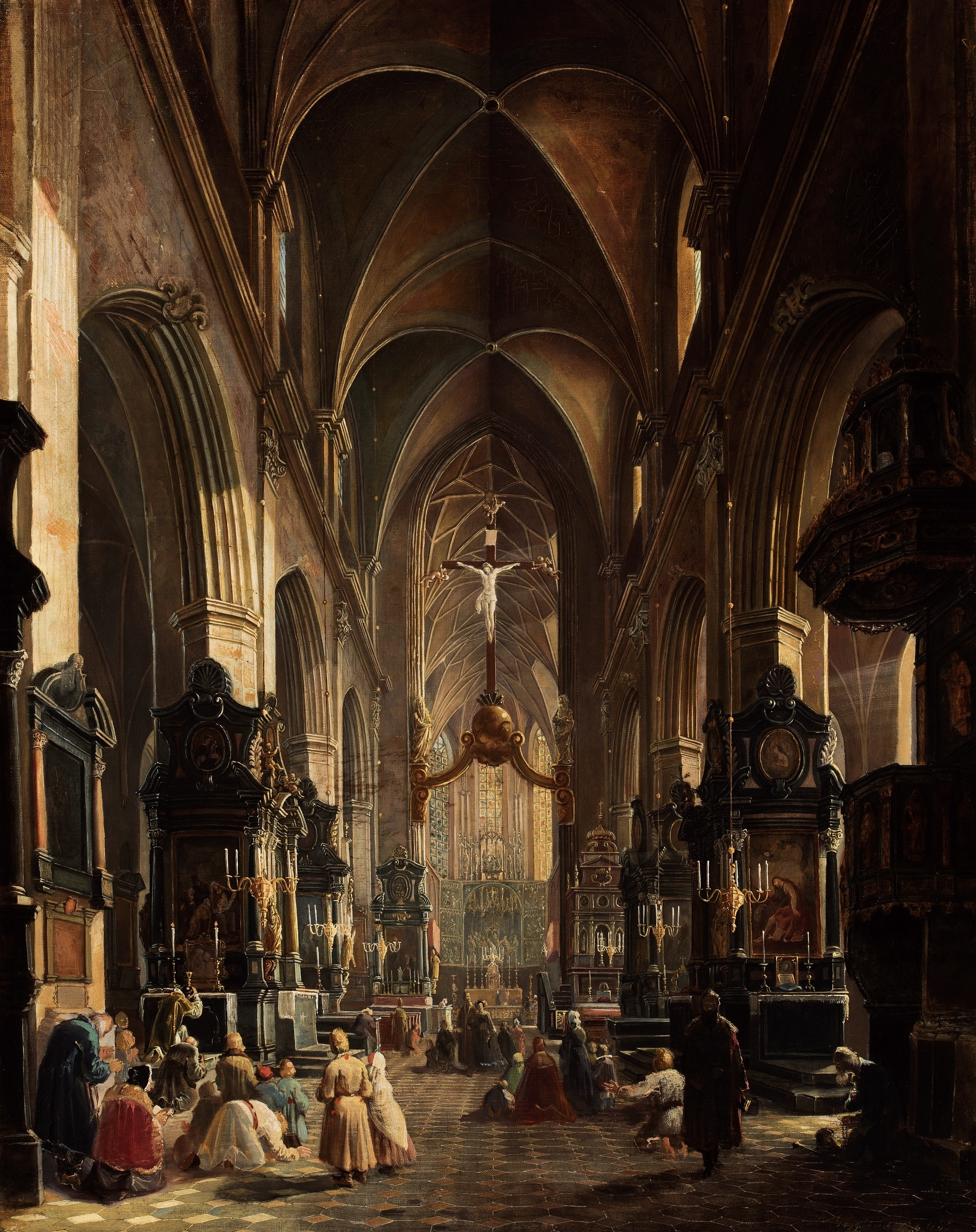
Интерьер собора в середине XIX века

Согласно информации Яна Длугоша, первый каменный костёл в романском стиле был основан в 1221—1222 годах епископом Иво Одровонжем на месте прежнего деревянного храма. Вскоре, однако, костёл был уничтожен в результате татарских набегов.
В 1290—1300 годах, частично на прежнем фундаменте, был построен раннеготический зальный храм, освящённый около 1320—1321 годов. Между тем, строительные работы продолжались.
В 1355—1365 годах на средства Миколая Вежинка, краковского мещанина и сандомирского стольника, выстроен современный пресвитерий.
В 1392—1397 годах мастер Миколай Вернер выполнял заказ на улучшение освещения костёла. С этой целью были понижены стены боковых нефов, а в главном были добавлены большие оконные проёмы. Таким образом костёл из зального храма превратился в базилику.
В результате землетрясения 1443 (или 1442) года частично был повреждён свод храма.
В первой половине XV века были достроены боковые часовни. Большая часть из них была результатом работы мастера Франтишека Вехоня из краковского предместья Клепажа. В это же время была надстроена северная башня, исполнявшая тогда функции городской сторожевой. В 1478 году плотник Матиас Херингкан увенчал башню шлемовидной главой. На ней в 1666 году установлена позолоченная корона.
В конце XV века Мариацкий костел обрёл одно из главных своих украшений — скульптурный шедевр поздней готики — Большой алтарь — творение Вита Ствоша.
В XVIII веке, по заказу архипресвитера Яцека Августа Лопацкого, внутреннее убранство костёла приобрело позднебарочный характер. Автором этих работ был архитектор Франческо Плациди. Было сменено 26 алтарей, а также другое убранство, лавы, образы, а стены были украшены полихромией кисти Анджея Радваньского. С тех же времен происходит позднебарочная крухта.
В начале XIX века, в рамках благоустройства города, было ликвидировано прикостельное кладбище, на месте которого сейчас находится Мариацкая площадь.
В 1887—1891 годах под руководством Тадеуша Стрыенского убранству костёла был придан неоготический облик. В храме появилась новая полихромия — на этот раз по проекту и в исполнении Яна Матейко, которому помогали Станислав Выспяньский и Юзеф Мехоффер — авторы витражей в пресвитерии и над главными органами.
8 марта 1973 года церковь была внесена в реестр памятников Малопольского воеводства.
С начала 1990-х гг. проводились комплексные реставрационные работы, в результате которых костёл был очищен от загрязнений, которые оседали на его стенах на протяжении всего XX века, скрывая изумительную полихромию. Костёлу был возвращен его первоначальный блеск. Завершающим этапом работ была реставрация крыши костёла, оконченная в 2003 году.
18 апреля 2010 года в Мариацком костёле проходила церемония прощания с президентом Польши Лехом Качиньским и его супругой Марией, погибшими в авиакатастрофе под Смоленском 10 апреля 2010 года. После президентская чета была похоронена в одной из крипт Вавельского собора.

## Архитектура
Современный внешний облик костёл обрел в результате перестройки в 1392—1397 гг.

### Башни
Фасад базилики венчают две башни.
Высокая башня (также называемая Хейналицей) имеет высоту 82 м. В плане имеет форму квадрата, ближе к вершине превращаясь в восьмиугольник. Башня накрыта готическим шлемом работы Матиаса Херингкана (1478). Шлем состоит из восьмиугольного заострённого шпиля, окружённого венцом восьми небольших башенок. На шпиле в 1666 году была установлена золоченая корона диаметром 2,4 м и высотой 1,3 м. С башни, с высоты 54 м, каждый час доносится Мариацкий хейнал, который является одним из символов Кракова. У подножия башни с северной стороны расположена пристройка, в которой находится лестница, ведущая внутрь башни. За входом обращает на себя внимание большая бронзовая мемориальная доска, представляющая триумф короля Яна III Собеского. Она была создана по проекту скульптора Пиуса Велёнского в 1883 году для увековечивания 200-летней годовщины битвы под Веной.
На башне находится часовой колокол, отлитый в 1530 году, диаметром в 165 см.
Низкая башня, высотой 69 м, является костёльной колокольней. В плане имеет форму квадрата, имеет чётко обозначенное разделение на этажи, подчёркнутое карнизами и оконными проёмами. В башне находится ренессансная часовня Обращения св. Павла (часовня Кауфманов). За окном часовни висит небольшой колокол «для умирающих», отлитый Кацпером Кобером из Вроцлава в 1736 г. Башню накрывает позднеренессансный шлем, сооружённый в 1592 году, состоящий из купола, покоящегося на восьмиугольном барабане, и ажурного фонаря. На верхней площадке башни по углам расположены небольшие купола на низких шестиугольных основаниях.

### Фасад
В стенах пресвитерия проделаны вытянутые остроконечные арочные окна, украшенные растительными мотивами, а замковые камни представляют собой небольшие символические скульптуры. Консоли, поддерживающие карниз вдоль главных стен здания, также богато украшены 21 скульптурной фигурой. На внешней стороне стены часовни св. Яна Непомуцкого находятся солнечные часы, выполненные в технике сграффито Тадеушем Пшипковским в 1954 г.

### Крухта
Внутрь храма со стороны главного фасада ведёт барочная крухта. Она была построена в 1750—1753 гг. по проекту Франческо Плациди. Её прообразом стала архитектурная форма Гроба Господня. Деревянные двери, украшенные резными изображениями голов польских святых, пророков и апостолов, были изготовлены в 1929 г. Каролем Хуканом.
Над крухтой находится большое арочное окно с витражами, спроектированными Юзефом Мехоффером и Станиславом Выспяньским. Декоративное деление окна было выполнено в 1891 г., согласно концепции Яна Матейко.

### Пресвитерий

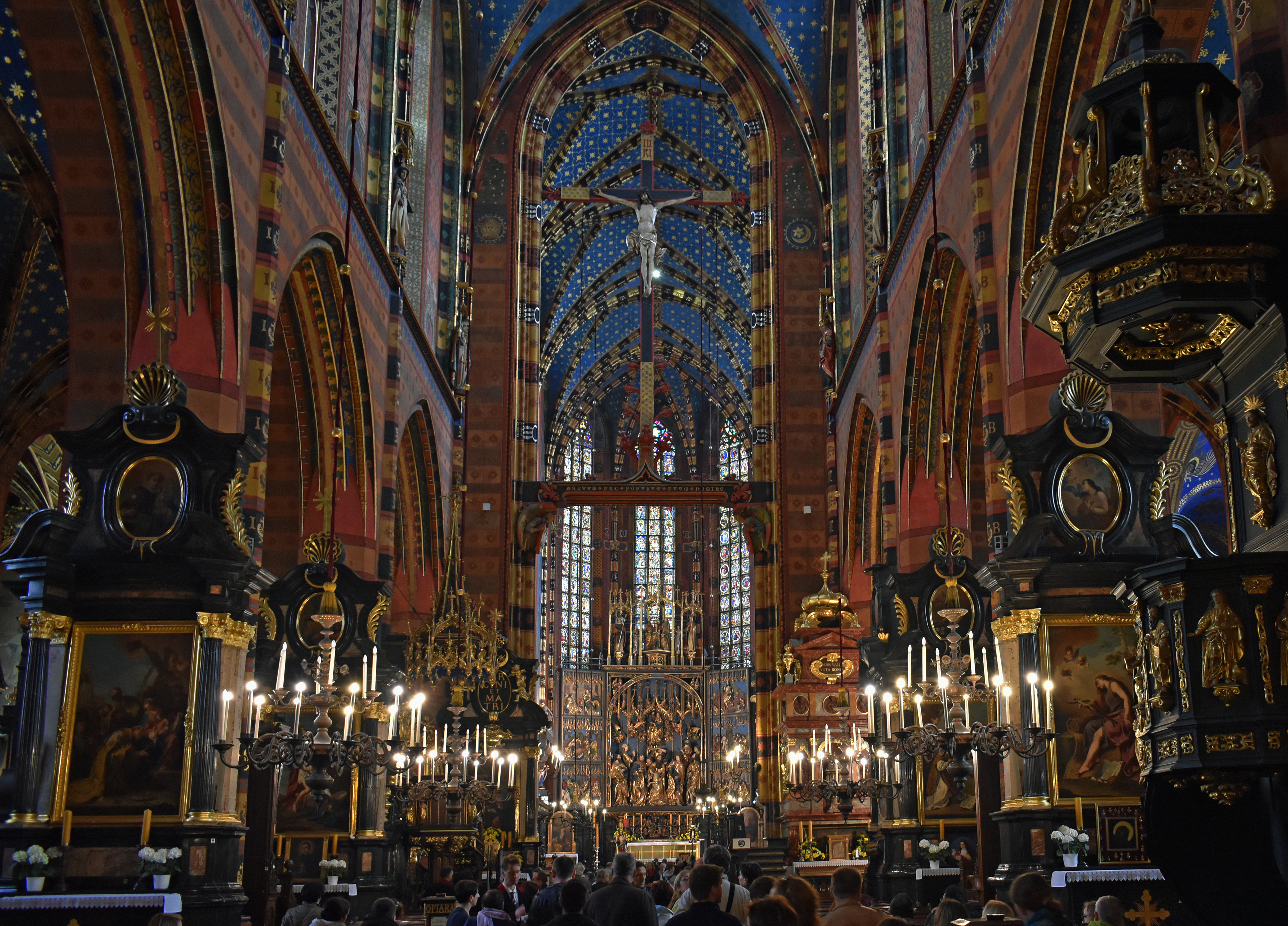
Интерьер и алтарь Вита Сквоша

Пресвитерий накрыт звёздным сводом, созданным мастером Чипсером в 1442 году. На замковых камнях изображены гербы Польши, Кракова и епископа Иво Одровонжа — основателя первого каменного Мариацкого костёла. В пристенных нишах установлены скульптуры пророков Иеремии, Даниила, Давида, Иезекииля, Ионы и Исайи. Их создал в 1891 году краковский скульптор Зигмунт Лангман.
Стены украшены полихромией, выполненной в 1890—1892 годах Яном Матейко. Во время её создания мастеру помогали многие его ученики, позднее ставшие известными и выдающимися художниками: Антоний Граматыка, Эдвард Лепший, Станислав Банькевич, Юзеф Мехоффер, Станислав Выспяньский. Технические рисунки выполнил Томаш Лисевич, а золочение — Михал Стояковский. Витражи в этой части костёла являются творениями Юзефа Мехоффера, Станислава Выспяньского и Тадеуша Дмоховского.
По обеим сторонам пресвитерия находятся накрытые балдахинами лавки. Они были созданы в 1586 г., а в 1635 г. были дополнены рельефными изображениями из жизни Христа и Марии, которые выполнил Фабиан Меллер. На правых лавках представлены: Древо Иессея, Рождество Девы Марии, Введение Марии во Храм, Обручение со св. Иосифом, Благовещение Девы Марии, Встреча Марии и св. Елизаветы, Рождество Христово. На левых лавках находятся рельефы: Обрезание Господне, Поклонение Трех Царей, Сретение Господне, Прощание с Матерью, Явление Воскресшего Христа Марии, Успение Божией Матери, Коронация Божией Матери, а также Божия Матерь с Младенцем в окружении символов из Литании Пресвятой Деве Марии. На хорах над левыми лавками находится 12-голосный орган.
Пресвитерий завершается апсидой, которую отделяет от остального костёла бронзовая балюстрада с двумя ажурными проходами. Навесные дверцы украшены гербом Кракова, а также архипресвитеров костёла — гербами Клосник и Правдзиц. Витражи в апсиде были созданы в 1370—1400 годах мастером Миколаем, известным краковским витражистом. Тематически их объединяют два сюжета: Книга Бытия и сцены из жизни Христа и Марии.

### Интерьер
Интерьер храма имеет полихромный характер, состоящий из различных архитектурных стилей от готики до барокко и модерна. Главным элементом внутреннего убранства церкви является алтарь Вита Ствоша. В сакристии, оформленной в барочном стиле XVII века, хранятся произведения средневековых ювелиров.

### Кандалы
У входа в базилику, со стороны Мариацкой площади, вмонтированы кандалы (т. н. обруч кающихся), которые в старину надевали на шею преступников. Обруч кающихся был установлен на такой высоте, чтобы приговоренный не мог ни выпрямиться, ни встать на колени, что могло бы смягчить наказание. С веками уровень земли поднялся, и теперь обруч находится почти у земли.

## Произведения искусства
В церкви находятся различные произведения искусства средневековой Европы.
- Алтарь Вита Ствоша
- Распятие Вита Ствоша